# 東京情況
《東京情況》（英語：Tokio Jokio）是1943年诺曼·麦凯布执导的《樂一通》政治宣传短片。该动画因对日本人的种族主义描述而臭名昭著，并引发争议。此片也被认为是最后一部诺曼·麦凯布执导的动画。 

## 剧情
這部電影誕生於第二次世界大战，僞裝成美軍在日本影院所獲的新聞片。每部分都有单独的故事，表面赞扬日本人的生活和战争努力，實則带有浓厚的讽刺意味，通常是种族主义讽刺内容，将日本人及其轴心国盟友描绘为极为无能、可悲，且具有自我毁灭的失败倾向。此动画也影射了日本军司令山本五十六（虽然在他死后这部动画才问世），其他影射的真实存在人物还有本間雅晴、東條英機、阿道夫·希特勒、贝尼托·墨索里尼、鲁道夫·赫斯等。

## 著作權
《東京情況》屬华纳兄弟未在1971年到期时更新版权的122部动画短片，因此在美国属于公共领域。

## 外部連結
- 互联网电影数据库（IMDb）上《東京情況》的资料（英文）
- 互联网档案馆上的《東京情況》